# Chondrostega vandalicia
Chondrostega vandalicia es una especie de insecto lepidóptero de la familia Lasiocampidae endémico de la península ibérica. Su límite meridional de distribución es la provincia de Málaga, donde se encontró en la sierra de las Nieves a 1700 m de altitud. Se ha citado en las provincias españolas de Madrid, Guadalajara, Zamora, Segovia, Palencia, Valladolid, Cáceres, Granada, Zaragoza y Jaén, y en las regiones portuguesas de Beira Baixa y Trás-os-Montes. Las poblaciones andaluzas también se han propuesto como la especie independiente Chondrostega escobesae.
Los machos adultos presentan alas grises con una envergadura de unos 15 mm y tienen un vuelo torpe; las alas de las hembras son menores, por lo que son incapaces de volar. El vuelo de los machos adultos se produce en los meses de agosto y septiembre.
Las orugas son más vistosas que los adultos y pueden observarse entre noviembre y abril. Con una densa pilosidad de colores amarillos y blancos y con pinaculum rojos sobre el cuerpo negro, se desplazan sobre el suelo y se alimentan de especies herbáceas, como Nardus stricta, Festuca y Anthoxanthum aristatum, pero también de algunas otras plantas bajas, como Hypochaeris radicata.